# Средњошколски центар „Петар Кочић”
Центар средњих школа „Петар Кочић” је јавна средњошколска установа у општини Србац. Налази се у улици Данка Митрова 5, у Српцу. Назив је добила по Петру Кочићу, српском књижевнику и политичару, једном од првих писаца модерне у српској књижевности, једном од најпознатијих књижевника са простора Босне и Херцеговине, рођеном у Стричићи надомак Бања Луке.

## Историјат
Године 1912. је саграђен објекат, који и данас постоји, у којем су се налазиле просторије Сокола, организације за физичко васпитање из Чешке. Испред школе је направљено игралиште, импровизације терена за спортску активност и школски спортски полигон. Државна нижа реална гимназија је основана у Српцу 1949—50. године у старој згради данашњег центра, садржала је ученички интернат.
Средњошколски центар „Петар Кочић” је основан 1961—62. године са једним одељењем гимназије које је било у саставу бањалучке гимназије. Званичан почетак рада школе је био 1962. година када је гимназија званично формирана. Школа је трансформисана у Средњошколски центар 1972. године. Стара зграда школе је била недовољна за ученике, урађена је санација старог објекта и доградња новог дела 1978—79. Садрже класичне учионице, специјализоване кабинете, фискултурну салу и машинске радионице. Од 1980—81. године се број ученика знатно повећао, али по избијању рата се поново смањио и школа је 1992—93. бројала 461 ученика, а након рата између 560—630. Школска зграда је адаптирана 1998. године средствима међународних организација.
Савет ученика је основан 2002—2003. године. Данас центар поред гимназије, поседује и образовне профиле трговац, ветеринарски техничар, пољопривредни техничар, конобар, кувар, математичар, информатичар, зидар, столар и цвећар. Ученици поред редовне наставе похађају и секцију женске одбојке, стоног тениса, дебатну, информатичко–мултимедијалну, секцију за хемију, новинарску, ликовну, музичку секцију, секцију малог фудбала и географску.

## Догађаји
Догађаји Средњошколског центра „Петар Кочић”:
- Савиндан[4]
- Дечија недеља[5]
- Дан отворених врата[6]
- Дан српског јединства, слободе и националне заставе[7]
- Дан сећања на жртве холокауста, геноцида и других жртава фашизма у Другом светском рату[8]
- Дан планете Земље[9]
- Дан спорта[10]
- Социјални дан[11]
- Међународни дан матерњег језика[12]
- Међународни дан писмености[13]
- Међународни дан жена[14]
- Међународни дан борбе против насиља над женама[15]
- Међународни дан људских права[15]
- Међународни дан средњошколаца[16]
- Међународни дан ретких болести[17]
- Међународни дан сигурног интернета[18]
- Међународно руско–српско поетско вече „Заједно смо, заборавити не смемо”[19]
- Међународни сајам туризма и здравља[20]
- Светски дан детета[21]
- Светски дан вода[22]
- Светски дан борбе против трговине људима[23]
- Светски дан борбе против сиде[24]
- Сајам књига у Београду[25]
- Сајам књига у Бања Луци[26]
- Сајам привреде[27]
- Сајам предузећа за вежбу и туристичких аранжмана[28]
- Кампања „16 дана активизма борбе против насиља над женама”[15]